# Adriaen van Stalbemt

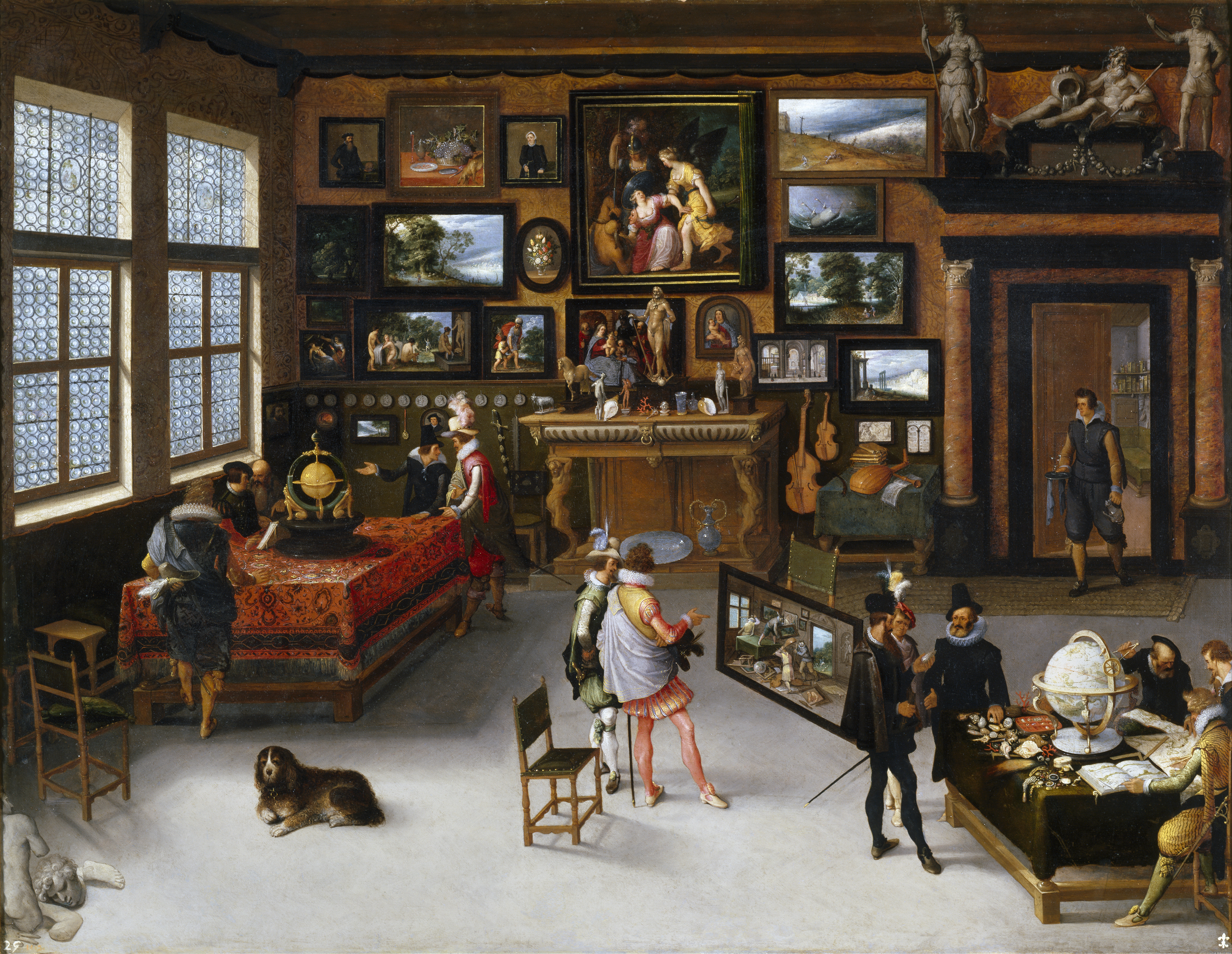
Las Ciencias y las Artes, óleo sobre tabla, 89,9 x 117 cm, Madrid, Museo del Prado.

Adriaen van Stalbemt (Amberes, 1580-1662) fue un pintor barroco flamenco especializado en pintura de gabinete.

## Biografía y obra
En 1586, tras la caída de Amberes, la familia, de religión protestante, se trasladó a Middelburg en Zelanda. Adriaen retornó a Amberes después de la Tregua de los doce años y en 1610 ingresó en la guilda de San Lucas de la ciudad, que no abandonó ya salvo para una corta estancia de diez meses en Gran Bretaña entre 1632 y 1633. En 1617 y de nuevo en 1632 fue elegido decano del gremio local de pintores.
Sus obras resultan difíciles de identificar, dada la variedad de temas que abordó y la escasez de obras firmadas y fechadas con precisión, lo que además dificulta el estudio de la evolución de su estilo en el curso de su larga carrera, pues algunas fuentes indican que aún pintaba con ochenta años. En sus primeras obras, como Pablo y Bernabé en Lystra (Fráncfort, Städelsches Kunstinstitut), con un elevado número de pequeñas figuras, parece influido por Adam Elsheimer a través de David Teniers el Viejo, en tanto en los paisajes, como el Paisaje con ilustraciones de fábulas (Amberes, Koninklijk Museum), es notable la influencia de Jan Brueghel el Viejo y la de Hendrick van Balen en obras más avanzadas. Pintor de historia, tanto bíblica como mitológica (Banquete de los dioses, Dresde, Gemäldegalerie Alte Meister), fue también excelente paisajista aunque no desdeñase colaborar con otros artistas a los que pintaba las figuras para su fondos de paisaje, como sucede con El triunfo de David sobre Goliat del Museo del Prado, en el que el paisaje corresponde a Pieter Brueghel el Joven, pintado en 1618, y las figuras a Van Stalbemt, que las añadió un año más tarde.

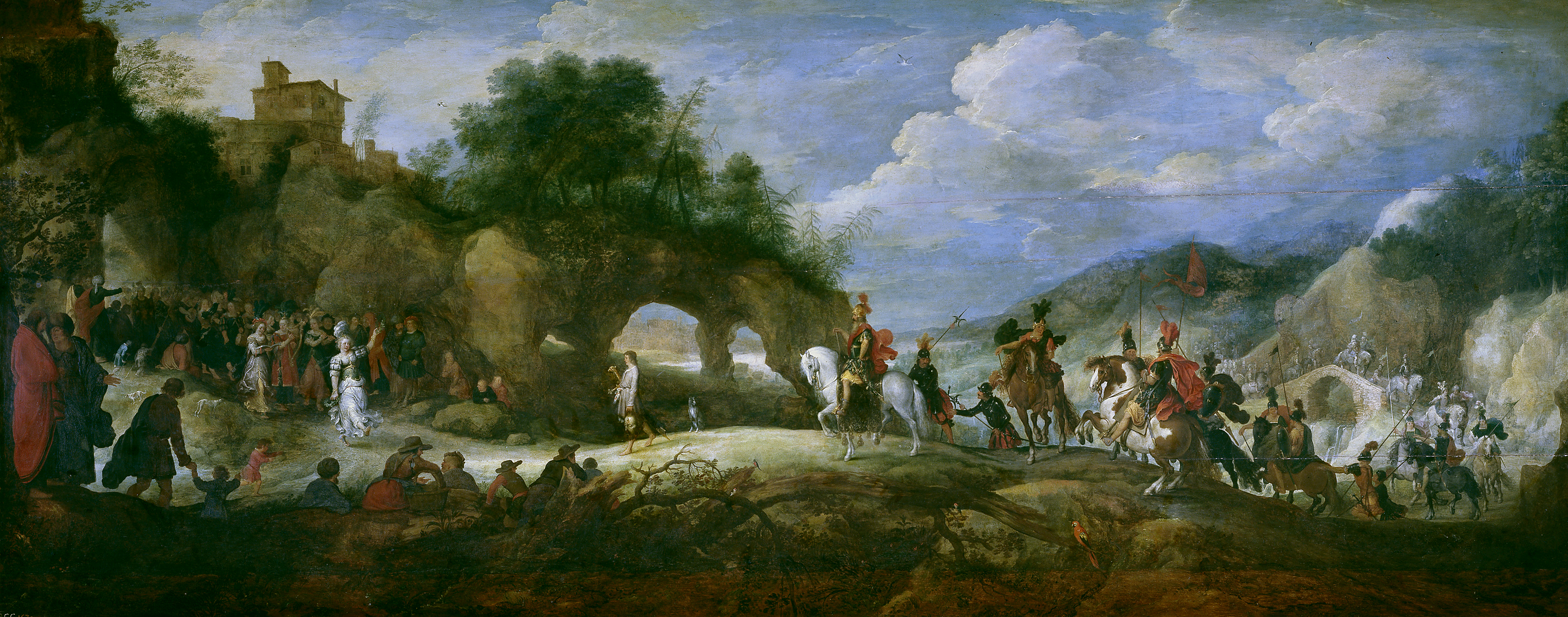
Pieter Brueghel el Joven y Adriaen van Stalbemt, El triunfo de David sobre Goliat, óleo sobre tabla, 88 x 216 cm, Madrid, Museo del Prado.

El Museo del Prado conserva además un «gabinete de pintura» o gabinete de curiosidades, conocido como Las Ciencias y las Artes por su carácter alegórico, y un fragmento de otro gabinete, El geógrafo y el naturalista, copia de la mesa con los estudiosos aficionados que aparece en el ángulo inferior derecho del primero. Al modo de Frans Francken el Joven, en una amplia y bien iluminada sala se distribuyen en la pared del fondo, y sobre dos mesas, vaciados de bronce, cuadros de diversos géneros, instrumentos musicales, conchas y corales, una esfera, mapas y el perpetuum mobile de Cornelius Drebbel, entre otros objetos. Dos cuadros destacan sobre el resto: el que ocupa el centro de la pared del fondo, el mayor de todos, en el que se identifica a La pintura ayudada por Minerva y la Fama, a partir de una composición de Otto Venius, y el que aparece en el centro de la sala apoyado en una silla, ante el que discuten dos aficionados, y que representa otro gabinete de pintura muy distinto, en el que la Ignorancia, representada en personajes con cuerpos humanos y cabezas de asno y de búho, como principal enemiga de las artes, destruye cuadros y objetos científicos. Esta composición, típica de Frans Francken el Joven, se conoce por otra parte como Los asnos iconoclastas, en alusión a la Furia iconoclasta desencadenada en los Países Bajos en 1566, lo que abre las puertas a otro género de interpretaciones, políticas y religiosas.